# Sally Struthers
Sally Struthers (Portland, 28 luglio 1947) è un'attrice statunitense.

## Carriera
Ottiene la sua prima affermazione interpretando il ruolo della figlia di Archie Bunker, Gloria Stivic, nella sitcom degli anni settanta Arcibaldo. Per questa interpretazione ha vinto due Emmy Awards (nel 1972 e nel 1979), e ha poi ripreso il medesimo ruolo anche nello spin-off Gloria, andato in onda dal 1982 al 1983. 
Nel 1970 ha un ruolo importante nel film Cinque pezzi facili, in cui interpreta una famosa scena di sesso con Jack Nicholson. Dal 2000 interpreta il personaggio di Babette Dell nella popolare serie Una mamma per amica, a cui dal 2004 si affianca anche il personaggio di Louise in Still Standing. L'attrice ha anche lavorato attivamente come doppiatrice di cartoni animati, prestando la propria voce, tra gli altri, a Gli antenati, TaleSpin e Dinosauri. 

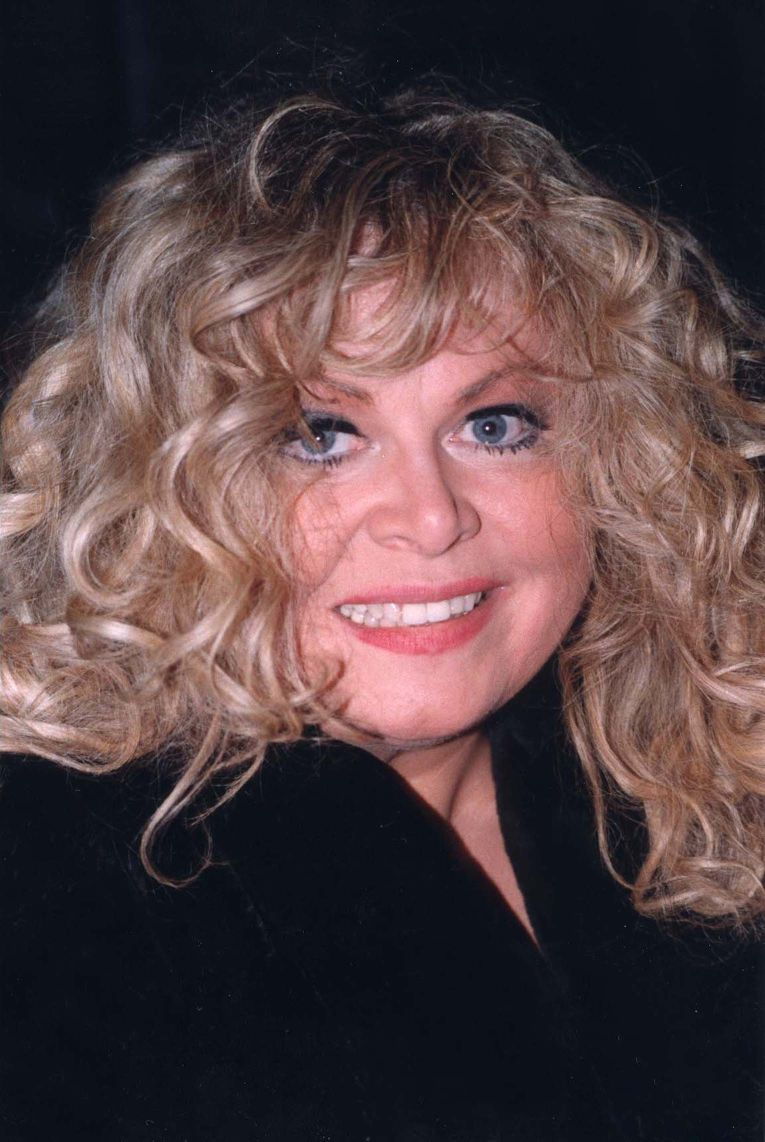
Sally Struthers nel 1996

È inoltre molto attiva in cause umanitarie, in particolar modo nella lotta alla fame nel mondo. Ironicamente l'attrice ha una fisicità molto "abbondante", e questa disparità è stata parodiata in due episodi satirici di South Park nel 1997 e nel 1999.

## Filmografia parziale

### Attrice

#### Cinema
- The Phynx, regia di Lee H. Katzin (1970)
- Cinque pezzi facili (Five Easy Pieces), regia di Bob Rafelson (1970)
- Getaway! (The Getaway), regia di Sam Peckinpah (1972)
- Una banda di scoppiati (The Others), regia di Travis Fine (1997)
- Reeseville, regia di Christian Otjen (2003)
- Hollywood Musical!, regia di Alexander Baack (2015)
- Christmas Harmony, regia di Nanea Miyata (2018)
- You & Me, regia di Alexander Baack (2018)

#### Televisione
- Ironside – serie TV, 1 episodio (1971)
- Una moglie per papà (The Courtship of Eddie's Father) – serie TV, 1 episodio (1971)
- Arcibaldo (All in the Family) – serie TV, 182 episodi (1971-1978)
- Archie Bunker's Place – serie TV, 5 episodi (1979-1982)
- Gloria – serie TV, 22 episodi (1982-1983)
- Dalle 9 alle 5, orario continuato (9 to 5) – serie TV, 52 episodi (1986-1988)
- Babysitter (Charles in Charge) – serie TV, 1 episodio (1989)
- Sister Kate – serie TV, 1 episodio (1990)
- La signora in giallo (Murder, She Wrote) – serie TV, episodio 7x06 (1990)
- Una mamma per amica (Gilmore Girls) – serie TV, 52 episodi (2000-2007)
- General Hospital – soap opera, 6 puntate (2002)
- The Division – serie TV, 1 episodio (2003)
- Sabrina, vita da strega (Sabrina, the Teenage Witch) – serie TV, 1 episodio (2003)
- Still Standing – serie TV, 10 episodi (2003-2006)
- Maron – serie TV, 2 episodi (2016)
- Una mamma per amica - Di nuovo insieme (Gilmore Girls) – miniserie TV, 2 episodi (2016)
- A Man on the Inside – serie TV, 8 episodi (2024)

### Doppiatrice
- I figli degli antenati (The Pebbles and Bamm-Bamm Show) – serie animata, 16 episodi (1971-1972)
- TaleSpin – serie animata, 44 episodi (1990-1991)
- Yo Yoghi! (Yo Yogi!) – serie animata, 9 episodi (1991)
- I dinosauri (Dinosaurs) – serie animata, 64 episodi (1992-1994)
- I favolosi Tiny (Tiny Toon Adventures) – serie animata, 2 episodi (1992)
- Mucca e Pollo (Cow and Chicken) – serie TV, 1 episodio (1998)
- American Dad! – serie animata, 1 episodio (2011)

## Doppiatrici Italiane
- Barbara Castracane in Una mamma per amica